# A hiányzó láncszem (film)
A hiányzó láncszem (eredeti cím: Missing Link) 2019-ben bemutatott brit-amerikai stop-motion animációs vígjáték-kalandfilm, melynek forgatókönyvírója és rendezője Chris Butler, a producerei Arianne Sutner és Laika. A főszereplőket Hugh Jackman, Zoë Saldana, David Walliams, Stephen Fry, Matt Lucas, Timothy Olyphant, Amrita Acharia, Emma Thompson és Zach Galifianakis alakítja.
Világpremierje New York Cityben volt 2019. április 7-én, majd az Annapurna Pictures az United Artists Releasing-en keresztül mutatta be az Amerikai Egyesült Államok mozijaiban, 2019. április 12-én. Magyarországon április 11-én került bemutatásra a Freeman Film révén.
Bevételi szempontból megbukott, ugyanis mindössze több, 26,5 millió dollárt tudott gyűjteni, a 102 millió dolláros gyártási költségvetéssel szemben. A film pozitív értékeléseket kapott a kritikusoktól, akik dicsérték az animációt, a szinkronelőadásokat, a humort és a könnyed színvonalat a többi Laika-műhöz képest, bár egyesek kritizálták a cselekményt.
A hiányzó láncszem elnyerte a legjobb animációs játékfilmnek járó Golden Globe-díját, valamint ez az első nem számítógépes animációs film, ami nyert a kategóriában, és az első nem CGI-s film, amely Golden-Globe-ot nyert a Libanoni keringő (2008) óta. Jelölést kapott a 92. Oscar-gálán, mint a legjobb animációs játékfilm, de elvesztette a Toy Story 4. ellen.

## Szereplők
| Szereplő            | Eredeti hang      | Magyar hang       |
| ------------------- | ----------------- | ----------------- |
| Sir Lionel Frost    | Hugh Jackman      | Laklóth Aladár    |
| Mr. Susan Link      | Zach Galifianakis | Scherer Péter     |
| Adelina Fortnight   | Zoë Saldana       | Náray Erika       |
| Lord Piggot-Dunceby | Stephen Fry       | Papp János        |
| Willard Stenk       | Timothy Olyphant  | Pálfai Péter      |
| Elder               | Emma Thompson     | Bertalan Ágnes    |
| Ama Lahuma          | Amrita Acharia    | Nádorfi Krisztina |
| Mr. Collick         | Matt Lucas        | Fekete Zoltán     |
| Mr. Lemuel Lint     | David Walliams    | Konrád Antal      |
| Gamu                | Ching Valdes-Aran | Halász Aranka     |
| ajtónálló           | Humphrey Ker      | Katona Zoltán     |
| Pugh tábornok       | Humphrey Ker      | Galkó Balázs      |
| Lord Bilge          | Adam Godley       | Várday Zoltán     |
| Mr. Roylott         | Neil Dickson      | N/A               |
| Lord Scrivener      | Ian Ruskin        | N/A               |

- Az új világiak hangjai Kirk Baily, David Beron, William Calvert, David Cowgill, Kerry Gutierrez, Bridget Hoffman, Scott Menville, Erin Myles, Juan Pacheco, Paul Pape, André Sogliuzzo és Scott Whyte.
- A régi világiak hangjai Leila Birch, Jean Gilpin, Peter Lavin, Tom Muggeridge, Jimmy Hibbert, David Holt, Christopher Neame, Moira Quirk, Maebel Rayner, Alexander Rodriguez, Julian Stone és Nick Toren.
- Himalája falusiakat Phal Tong Lama, Yangchen Dolkar Gakyil és Tharlam Dolma Wolfe szólaltatott meg.

## Médiakiadás
A 20th Century Fox Home Entertainment a filmet 2019. július 9-én adta ki digitális Blu-ray-en és DVD-n, 2019. július 23-án tette közzé az Amerikai Egyesült Államokban.

## Díjak és jelölések
| Díj                                | Ünnepség dátuma   | Kategória                                                 | Átvevők                                                                                    | Eredmény |
| ---------------------------------- | ----------------- | --------------------------------------------------------- | ------------------------------------------------------------------------------------------ | -------- |
| Oscar-díj                          | 2020. február 9.  | legjobb animációs film                                    | Chris Butler Arianne Sutner Travis Knight                                                  | Jelölve  |
| Annie díj                          | 2020. január 25.  | legjobb animációs játékfilm                               | Arianne Sutner Travis Knight                                                               | Jelölve  |
| Annie díj                          | 2020. január 25.  | Animált effektek egy animációs produkcióban               | Eric Wachtman David Horsley Peter Stuart Timur Khodzhaev Joe Strasser                      | Jelölve  |
| Annie díj                          | 2020. január 25.  | Karakter-animáció egy játékfilmben                        | Rachelle Lambden                                                                           | Jelölve  |
| Annie díj                          | 2020. január 25.  | Rendező egy játékpródukcióban                             | Chris Butler                                                                               | Jelölve  |
| Annie díj                          | 2020. január 25.  | díszlettervező egy animációs játék produkcióban           | Nelson Lowry Santiago Montiel Trevor Dalmer                                                | Jelölve  |
| Annie díj                          | 2020. január 25.  | Képes forgatókönyv egy animációs játékprodukcióban        | Julián Nariño                                                                              | Jelölve  |
| Annie díj                          | 2020. január 25.  | Képes forgatókönyv egy animációs játékprodukcióban        | Oliver Thomas                                                                              | Jelölve  |
| Annie díj                          | 2020. január 25.  | Szerkesztőség egy animációs játék produkciójában          | Stephen Perkins                                                                            | Jelölve  |
| Critics' Choice díj(ak)            | 2020. január 12.  | legjobb animációs játékfilm                               | Chris Butler, Arianne Sutner és Travis Knight                                              | Jelölve  |
| Golden Globe-díj                   | 2020. január 5.   | Legjobb animációs játékfilm                               | Chris Butler és Arianne Sutner                                                             | Elnyerte |
| Producers Guild of America díj(ak) | 2020. január 18.  | Kíváló mozgóképek producere animációs filmben             | Arianne Sutner és Travis Knight                                                            | Jelölve  |
| San Diego Film Critics Society díj | 2019. december 9. | legjobb animációs film                                    | A hiányzó láncszem                                                                         | Jelölve  |
| Visual Effects Society díj         | 2020. január 9.   | Kiemelkedő vizuális effektek egy animációs filmben        | Brad Schiff, Travis Knight, Steve Emerson, Benoit Dubuc                                    | Elnyerte |
| Visual Effects Society díj         | 2020. január 9.   | Kiemelkedő animációs karakter egy animációs filmben       | Rachelle Lambden, Brenda Baumgarten, Morgan Hay, Benoit Dubuc (for "Susan")                | Elnyerte |
| Visual Effects Society díj         | 2020. január 9.   | Kiválóan létrehozott környezet egy animációs filmben      | Oliver Jones, Phil Brotherton, Nick Mariana, Ralph Procida (for "Passage to India Jungle") | Jelölve  |
| Visual Effects Society díj         | 2020. január 9.   | Kiemelkedő modell egy Photoreal vagy animációs projektben | Todd Alan Harvey, Dan Casey, Katy Hughes (for "The Manchuria"")                            | Jelölve  |

## Hasonló animációs filmek
- Jetikölyök (2019)
- Apróláb (2018)